# فيونا براون
فيونا براون (بالإنجليزية: Fiona Brown)‏ (31 مارس 1995 بإستيرلينغ في المملكة المتحدة - ) هي لاعبة كرة قدم بريطانية في مركز مهاجم ‏.

## وصلات خارجية
- فيونا براون على موقع الاتحاد الدولي (مؤرشف)  (الإنجليزية)
- فيونا براون على موقع الاتحاد الأوربي (الإنجليزية)
- فيونا براون على موقع اتحاد السويد (السويدية)
- فيونا براون على موقع قاعدة بيانات كرة القدم.إي يو (الإنجليزية)
- فيونا براون على موقع Soccerway.com (الإنجليزية)